# Fossalta di Piave
Fossalta di Piave é uma comuna italiana da região do Vêneto, província de Veneza, com cerca de 4.018 habitantes. Estende-se por uma área de 9 km², tendo uma densidade populacional de 446 hab/km². Faz fronteira com Meolo, Monastier di Treviso (TV), Musile di Piave, Noventa di Piave, San Donà di Piave, Zenson di Piave (TV).

## Demografia
| Variação demográfica do município entre 1861 e 2011                               |
|                                                                                   |
| Fonte: Istituto Nazionale di Statistica (ISTAT) - Elaboração gráfica da Wikipedia |